# Classe Amour
Pour les articles homonymes, voir Amour (homonymie) et Classe Amur.
La classe Amour, du mot russe « Амур » faisant référence au fleuve Amour, est une classe de sous-marins russes de 4e génération à propulsion diesel-électrique, produits par le bureau d'études Rubin. La dénomination russe est « Projekt 677 Lada ». Dérivés de la classe Kilo, les deux modèles Amour 950 et Amour 1650 (version export) sont cependant plus compacts et sont présentés comme plus silencieux.

## Historique

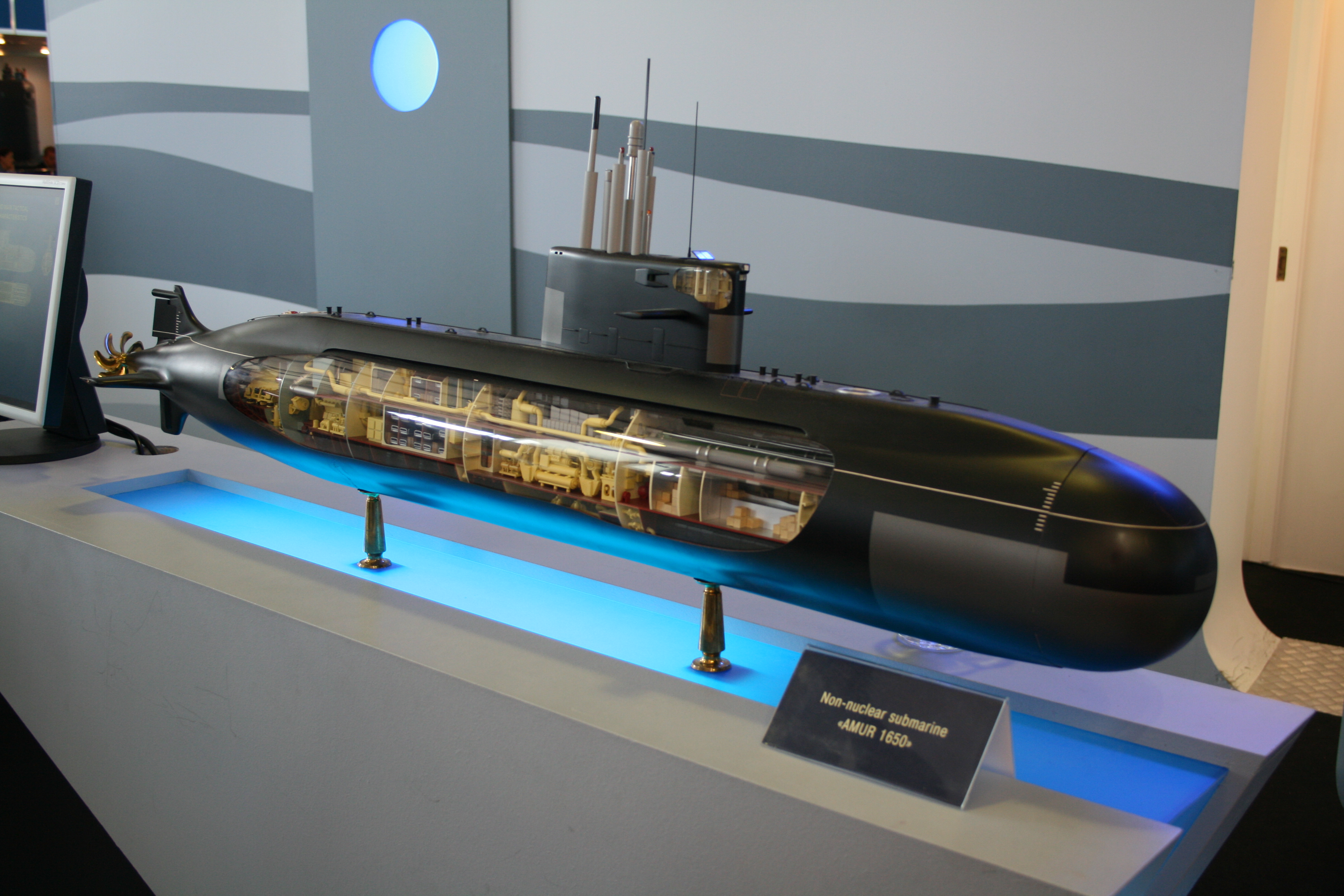
Maquette d'un Amour 1650.

En 2008, onze exemplaires étaient annoncés comme devant entrer en service en 2020, mais seuls trois Amour 950 ayant des spécificités différentes seront finalement livrés selon les prévisions de 2016.
Présenté dans les années 2000 comme étant un sous-marin anaérobie, il est finalement dépourvu de système de propulsion anaérobie. Le Saint-Pétersbourg, premier bateau livré et, en juin 2019, le seul en service, n'est pas opérationnel car son moteur électrique s'avère incapable de produire la puissance requise. À cette date, il est employé en régime test.
Les deux exemplaires suivants pourraient être équipés de batteries lithium-ion. 
Durant le salon d’armement Army-2019, le ministère russe de la Défense a signé le contrat d’acquisition de deux autres sous-marins du Projet 677 Lada, ils devront être mis en service à l’horizon de 2025.
L'Amour 1650 est en concurrence avec le Scorpène de DCNS et le Type 212 de TKMS mais, en 2021, n'a pas trouvé preneur à l’exportation.

## Pays utilisateurs
- Russie
  - B-585 "Saint-Pétersbourg", Type Amour 950, commissionnement prévu originellement début 2009, techniquement admis en 2010 pour essais en mer Baltique, rejoint la flotte du Nord en 2013),
  - B-586 "Kronstadt"[4], Type : Amour 950, Numéro de série : 01571, commissionnement originellement prévu en 2010, prévu en 2016 pour 2019, mise à l'eau le 20 septembre 2018[5]), le 31 janvier 2024, le sous-marin a été mis en service et est devenu partie intégrante de la 161e Brigade sous-marine de l'Ordre de la bannière rouge d'Ouchakov (161e BrPL), elle fait partie de la flottille Kola, à la base navale de Poliarny.
  - B-587 "Velikie Louki" (ancien " Sébastopol ")[4], Type : Amour 950, Numéro de série 01572, commissionnement originellement prévu en 2011, toujours en construction mi-2019)[3].